# Randselva
Randselva ist ein Fluss in den südnorwegischen Provinzen (Fylker) Akershus und Buskerud, der am Südende des Randsfjordsees bei Jevnaker bei einer Höhe über dem Meeresspiegel von gut 130 m beginnt und durch Hadeland, eine der traditionellen Landschaften (Distrikter) Norwegens, in südliche Richtung nach Hønefoss fließt. Dort vereinigt sie sich mit der Ådalselva, fließt nun als Storelva („Großer Fluss“) weiter Richtung Süden und mündet schließlich in den Tyrifjordsee. 
Die Randselva wurde schon früh von der holzverarbeitenden Industrie verwendet. So wurde 1889 am Kistefoss, etwa einen Kilometer südlich von Jevnaker, die Kistefos Træsliberi, eine Holzmühle, errichtet und 1942 dort ein Wasserkraftwerk, das Kistefoss I kraftverk, in Betrieb genommen.

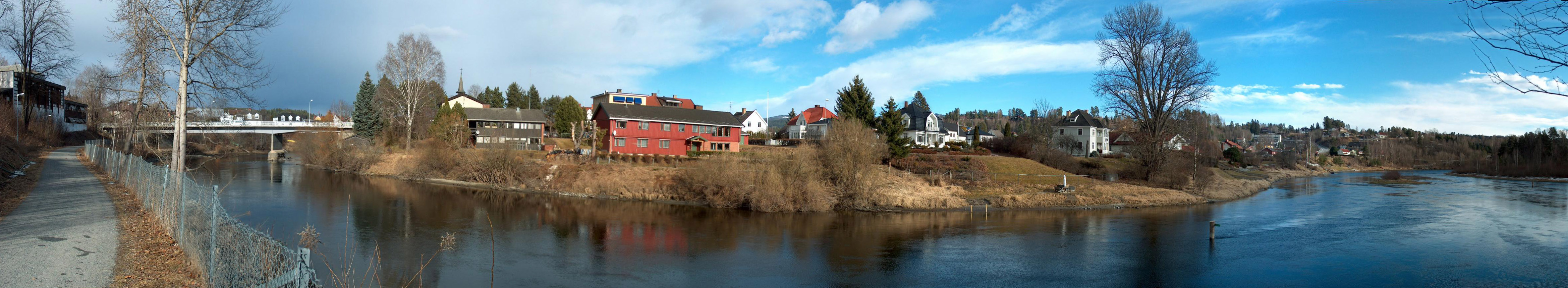
Bei Hønefoss wird aus der Randselva (links) die Storelva (rechts).